# Anton Borgmeier
Anton Borgmeier (* 11. Februar 1920 in Paderborn; † 2. Mai 2006 in Halle (Saale)) war ein deutscher Wirtschaftswissenschaftler.
Anton Borgmeier promovierte 1956 mit der Dissertation Die Preispolitik in Westdeutschland von 1945 bis 1956 und habilitierte 1963. 1985 wurde er an der Martin-Luther-Universität Halle-Wittenberg emeritiert, seitdem lebte er in Halle (Saale).
1974 erhielt Borgmeier den Vaterländischen Verdienstorden in Bronze und 1988 in Gold.

## Schriften
- Preispolitik, Berlin, 1958
- Sozialistische Betriebswirtschaft für Ökonomen, 1972